# Satyr (Zeitschrift)

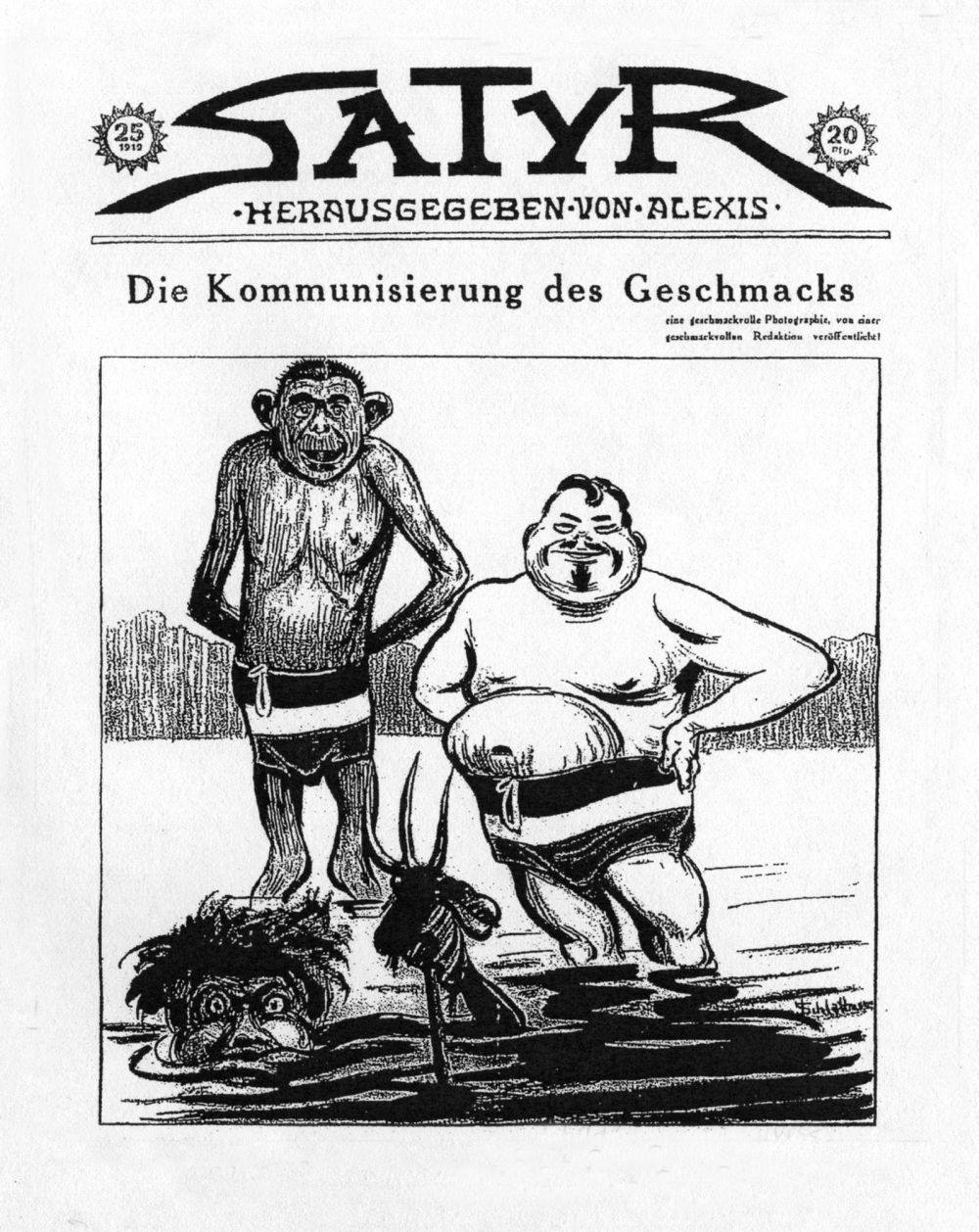
Titelblatt Nr. 25, 1919 von Julius Schlattmann

Satyr war eine Satirezeitschrift, die von Alexis Schleimer zwischen 1899 und 1920 herausgegeben wurde.

## Inhalt und Geschichte
1899/1900 erschien ein Jahrgang der Satirezeitschrift Satyr durch Alexis Schleimer in Berlin. 1901 gründete er als Nachfolgerin die Zeitschrift Die Laterne. 1915 erschienen wieder einige Ausgaben vom Satyr. Diese unterstützten wahrscheinlich die deutsche Kriegspolitik mit Karikaturen. 
Seit 1919 erschienen wieder Ausgaben von Satyr. Herausgegeben von Alexis. Diese polemisierten gegen die neue Reichsregierung der SPD. Besonders auffällig war das Titelblatt der Nummer 25.1919, das den Reichspräsidenten Friedrich Ebert und den Reichswehrminister Gustav Noske verunglimpfend in Badehosen zeigte, letzteren als Affen. Das anschließende Gerichtsverfahren, das der Reichspräsident daraufhin angestrengt hatte, ging zu Gunsten der Zeitschrift als Meinungsfreiheit aus. 
In weiteren Karikaturen in dieser Zeit wurde Ebert ebenfalls lächerlich gemacht und die gute alte Zeit des Kaiserreiches idealisiert.
1920 erschienen die letzten Ausgaben.